# Henri Baaij
Henri Baaij (Amsterdam, 19 september 1900 – 31 mei 1943, Tamarkan) was een Nederlandse voetbalspeler en militair.
Baaij maakte op 28 maart 1921 zijn debuut in het Nederlands voetbalelftal tegen Zwitserland. In mei van dat jaar speelde hij zijn tweede en laatste interland tegen Italië.  Hij kwam uit voor HFC Haarlem.
Hij kwam tijdens de Tweede Wereldoorlog om het leven in Japanse krijgsgevangenschap in Thailand, als landstormsoldaat in het Koninklijk Nederlandsch-Indisch Leger en lid van het Indisch verzet. Baaij was dwangarbeider aan de Dodenspoorlijn. Hij is begraven op erebegraafplaats Kanchanaburi. Op zijn grafsteen staat hij vermeld als H. Baay.